# MyTravel Airways
MyTravel Airways
IATA ICAO Call sign
VZ MYT KESTREL
Fundada em 1º de outubro de 1990
(como Airtours International Airways)
Iniciou suas operações em 11 de março de 1991
Cessou suas operações em 30 de março de 2008
(fundida na Thomas Cook Airlines UK)
Bases operacionais
Belfast–Internacional
Birmingham
Bristol
Cardiff
East Midlands
Glasgow
Londres–Gatwick
Liverpool
Manchester
Newcastle upon Tyne
Subsidiárias MyTravel Airways A/S
Empresa controladora
MyTravel Group (1990–2007)
Thomas Cook Group (2007–2008)
Sede Manchester, Inglaterra, Reino Unido
Pessoas-chave
Frank Pullman (diretor administrativo)
Steve Solomon (diretor de operações de voo)
Martin Mahoney (piloto chefe)
Lucas Mollan (diretor técnico e diretor administrativo da MTAE)
A MyTravel Airways Limited era uma companhia aérea britânica de voos regulares e charter com sede em Manchester, Inglaterra . Ela operava serviços de fretamento de férias em todo o mundo principalmente para sua empresa controladora, o MyTravel Group . A companhia aérea se fundiu com a Thomas Cook Airlines UK Limited em 2008 e foi renomeada para Thomas Cook Airlines Limited .
A companhia aérea foi fundada em 1990 como Airtours International Airways e seria a companhia aérea interna da Airtours Holidays (Going Places Travel Agent). Em 1993, eles compraram a Inter European Airways e a frota foi fundida. Em 2002, a Airtours mudou seu nome de marca para MyTravel e, portanto, a Airtours International Airways se tornou MyTravel Airways. Em 2007, o MyTravel Group concordou em se fundir com a Thomas Cook AG e, em 30 de março de 2008, a MyTravel Airways foi totalmente integrada à Thomas Cook Airlines .
A MyTravel Airways A/S era a companhia aérea irmã dinamarquesa da MyTravel Airways, que foi renomeada para Thomas Cook Airlines Scandinavia em 8 de maio de 2008.

## História

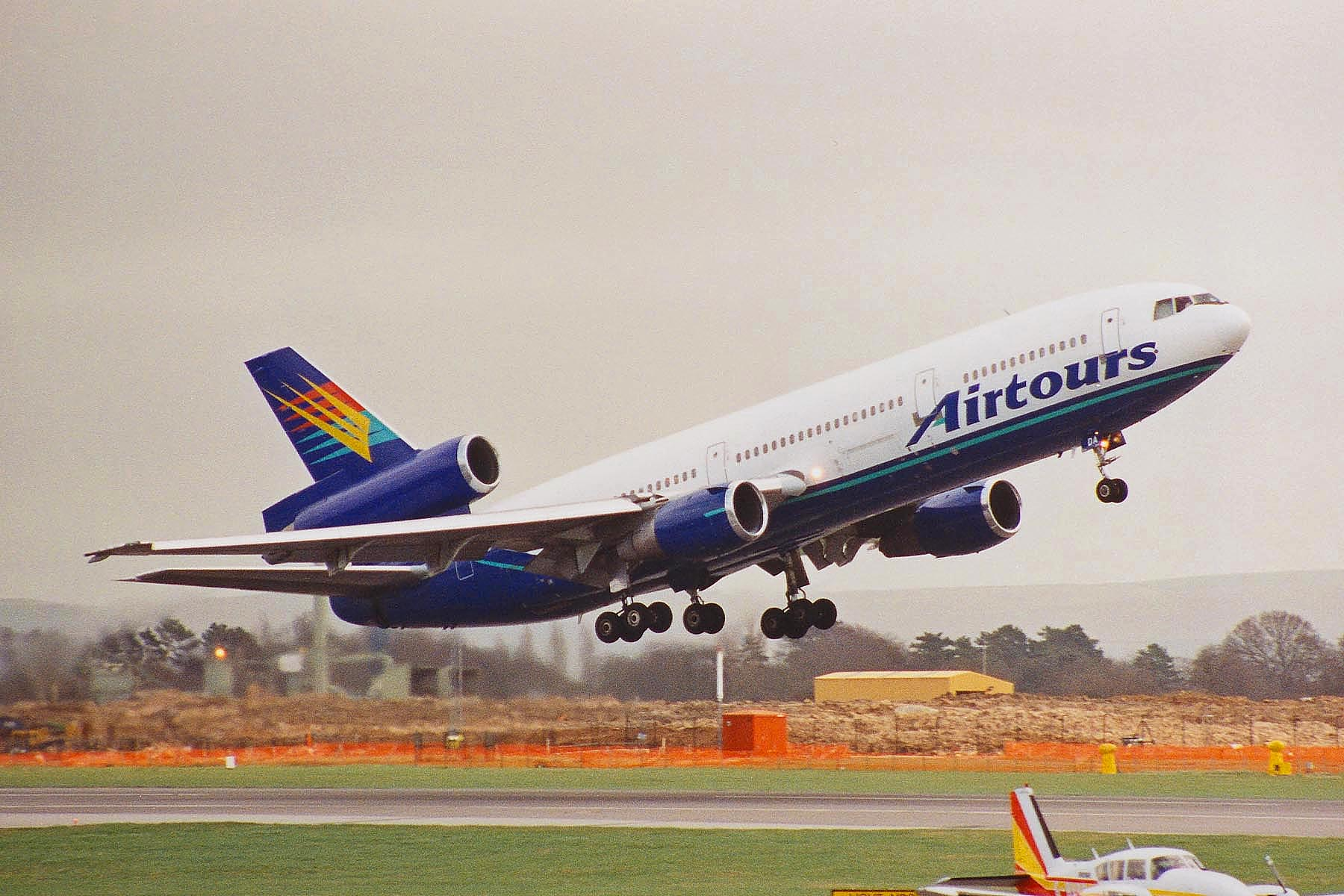
DC-10 da Airtours International Airways.

A empresa operadora de turismo Airtours foi fundada por David Crossland e estabeleceu sua própria companhia aérea interna, a Airtours International Airways, em 1º de outubro de 1990.  Ela iniciou suas operações em 11 de março de 1991, voando aeronaves McDonnell Douglas MD-80 para destinos em toda a Europa.
A Aspro Holidays, sediada em Cardiff, e sua companhia aérea interna, a Inter European Airways, foram adquiridas e integradas em novembro de 1993, adicionando novos tipos de aeronaves, como o Boeing 757 e o Airbus A320, à frota. Os MD83 foram substituídos em 1995-1996 por mais Airbus A320. Em 1996, a empresa-mãe também adquiriu a companhia aérea charter dinamarquesa Premiair. A Airtours também tinha operações na Alemanha com a companhia aérea FlyFTi,  operando Airbus A320s até que esta foi incorporada novamente à frota do Reino Unido em 2003.
Na década de 1990, a Airtours adicionou capacidades de longo curso, com a adição do Boeing 767 e do McDonnell Douglas DC-10, transportando turistas para destinos como o Caribe e os Estados Unidos. Mais aeronaves Airbus se juntaram à frota durante a década de 1990, com Airbus A320s, Airbus A321s e Airbus A330s acompanhando a frota de Boeing 757s, Boeing 767s e DC-10s. Em 1995, a companhia aérea começou a oferecer assentos pré-reserváveis, opções de refeições e isenção de impostos em seus voos – uma prática que foi posteriormente adotada por muitas outras companhias aéreas charter do Reino Unido. A aeronave Airbus A330-200 entregue à Airtours em 1999 apresentava comodidades aprimoradas para passageiros em comparação às aeronaves de longo curso mais antigas e oferecia cabines Premium Economy na forma de Premiair Gold, algo que o Boeing 767 e o DC-10 não ofereciam na época.  Os Airbus A330-200, operados pela Thomas Cook para voos de longa distância, eram conhecidos por seu design de cabine exclusivo. O projeto especial abriu mão de várias fileiras de assentos no meio do avião em troca de uma escada íngreme que descia até um convés parcial inferior, que incorporava uma cozinha, três assentos de salto e quatro banheiros. 
Em 27 de janeiro de 2002, a Airtours International se tornou a primeira companhia aérea a usar o novo Centro de Tráfego Aéreo de Swanwick, quando o voo AIH550 de Las Palmas para Birmingham foi entregue às novas instalações. 
Após a renomeação do Airtours Group para MyTravel Group em fevereiro de 2002, as operações da Airtours International e Premiair foram renomeadas como MyTravel Airways a partir de 1º de maio de 2002. Em outubro de 2002, a MyTravel Airways lançou sua companhia aérea regular de baixa tarifa, a MyTravelLite, mas esta foi reintegrada em 2003. 
Assim como outras companhias aéreas do mundo todo, a MyTravel Airways viu uma redução no número de clientes devido aos efeitos dos ataques de 11 de setembro de 2001 . Estatísticas oficiais da Autoridade de Aviação Civil do Reino Unido (veja referência abaixo) indicaram que o número de passageiros transportados pela MyTravel Airways UK aumentou de 7,21 milhões em 2001 para 7,52 milhões em 2002. No entanto, o número caiu para 4,38 milhões em 2005, devido à redução do número de aeronaves de 45 no início de 2001 para 29 em 2005, como parte da reestruturação do MyTravel Group.

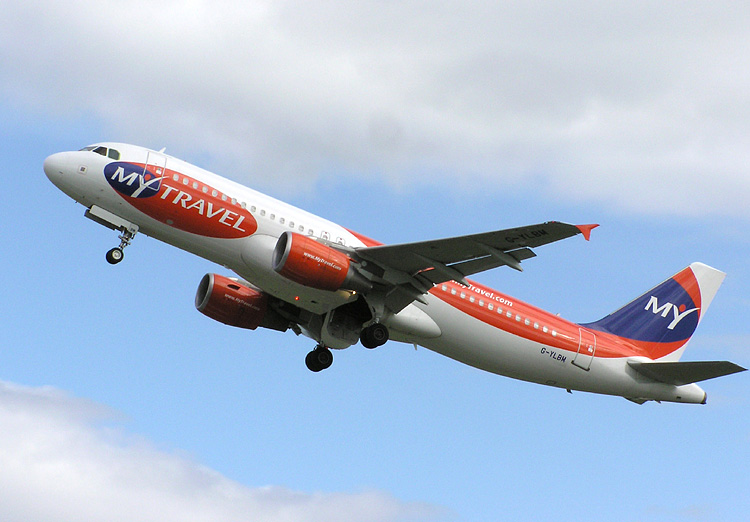
MyTravel Airways Airbus A320-200 na decolagem

No final de 2004, o último McDonnell Douglas DC-10 e o último Boeing 757 foram retirados da frota. A MyTravel Airways foi a última companhia aérea britânica a operar DC-10s. Em dezembro de 2005, a MyTravel Aircraft Engineering (MTAE) se tornou uma subsidiária integral do MyTravel Group, com sede no Aeroporto de Manchester. A instalação realizou todas as verificações leves de manutenção (até a verificação 'C') para a MyTravel Airways e a MyTravel Airways A/S, bem como trabalhos para companhias aéreas terceirizadas, como a Skyservice, e agora foi renomeada para Thomas Cook Airlines Engineering após a fusão.
No final de 2005, um de seus Boeing 757-200 foi usado para as filmagens do filme biográfico americano United 93, que foi lançado um ano depois. O voo original foi realizado por um 757.
A MyTravel Aircraft Engineering Caribbean, parte da MTAE, tinha bases em todo o Caribe, em Cancún, Cozumel, Montego Bay, Newark, Nova Jersey e Sanford, Flórida, bem como bases sazonais em vários aeroportos espanhóis, gregos e turcos, bem como em Jeddah, para a operação do Hajj . Ela movimentava mais de 3.500 aeronaves de mais de 40 companhias aéreas por ano. 
Devido à consolidação necessária no mercado de TI do Reino Unido, a MyTravel Group PLC e a Thomas Cook AG concordaram em se fundir em março de 2007 para formar a Thomas Cook Group PLC. Com a fusão, as frotas da MyTravel Airways e da Thomas Cook Airlines se tornaram uma só e as companhias aéreas se tornaram a Thomas Cook Airlines, operando sob o AOC da MyTravel. Posteriormente, a Thomas Cook Airlines mudou seu indicativo de 'Topjet' para o indicativo da MyTravel 'Kestrel'. O último voo da MyTravel operou em 30 de março de 2008.

## Destinos

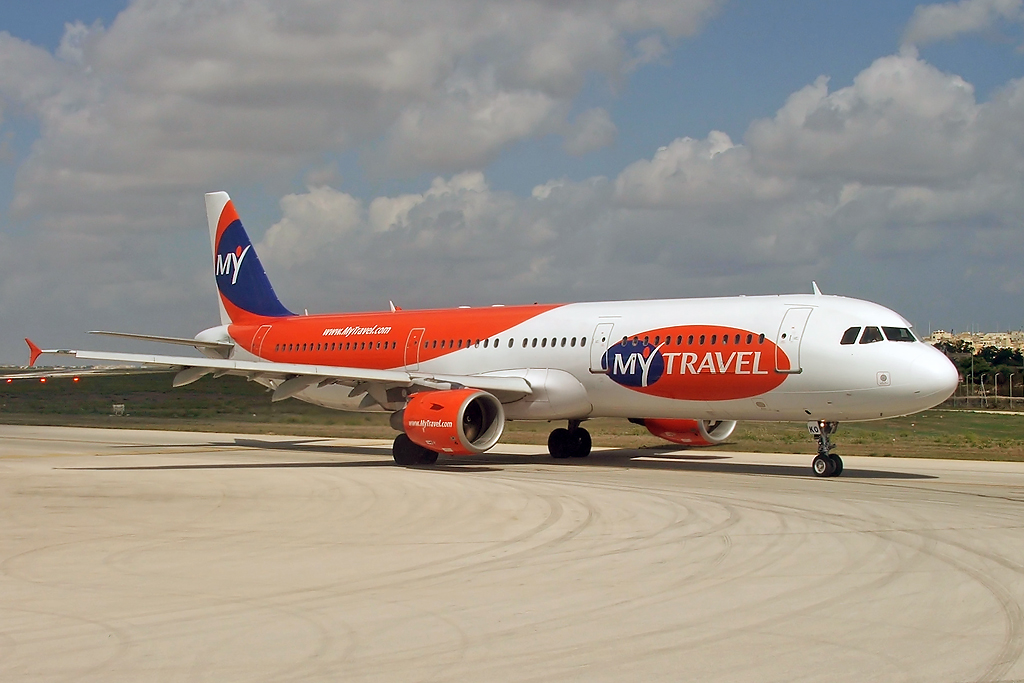
Airbus A321 da MyTravel Airways aguardando partida do Aeroporto Internacional de Malta

A maioria dos voos foi operada pela MyTravel Group Tour Operators, já que a MyTravel Airways era sua companhia aérea interna. Muitas rotas para o Canadá foram operadas pela MyTravel Airways em nome da empresa especialista Canadian Affair. Foi a única companhia aérea britânica a voar para Djerba a partir do Aeroporto de Manchester e do Aeroporto de Gatwick.  Em 2007, a MyTravel Airways voava para os seguintes destinos:

### África
- Egito
  - Hurghada - Aeroporto Internacional de Hurghada
  - Luxor - Aeroporto Internacional de Luxor
  - Sharm El Sheikh - Aeroporto Internacional de Sharm El Sheikh
- Quênia
  - Aeroporto Internacional de Mombasa - Moi
- Marrocos
  - Agadir - Aeroporto de Agadir – Al Massira
- Tunísia
  - Djerba - Aeroporto Internacional Djerba-Zarzis
  - Monastir - Aeroporto Internacional Monastir Habib Bourguiba

### Américas
- Antígua e Barbuda
  - Antígua - Aeroporto Internacional VC Bird
- Brasil
  - Salvador da Bahia - Aeroporto Internacional de Salvador
- Canadá
  - Toronto - Aeroporto Internacional Toronto Pearson
  - Vancouver - Aeroporto Internacional de Vancouver
- Barbados
  - Bridgetown - Aeroporto Internacional Grantley Adams
- Cuba
  - Varadero - Aeroporto Juan Gualberto Gómez
- República Dominicana
  - Porto Plata - Aeroporto Internacional Gregorio Luperón
  - Punta Cana - Aeroporto Internacional de Punta Cana
  - La Romana - Aeroporto Internacional de La Romana
- Ilhas Cayman
  - Aeroporto Internacional Grand Cayman - Owen Roberts
- Jamaica
  - Aeroporto Internacional de Montego Bay -Sangster
- México
  - Cancún - Aeroporto Internacional de Cancún
- Estados Unidos
  - Aeroporto Internacional Las Vegas -McCarran
  - Orlando - Aeroporto Internacional Orlando Sanford

### Ásia
- China
  - Pequim - Aeroporto Internacional de Pequim Capital
  - Hong Kong - Aeroporto Internacional de Hong Kong
  - Sanya - Aeroporto Internacional de Sanya Phoenix
  - Xangai - Aeroporto Internacional de Xangai Pudong
- Chipre
  - Larnaca - Aeroporto Internacional de Larnaca
  - Pafos - Aeroporto Internacional de Pafos
- Índia
  - Aeroporto de Goa - Dabolim
  - Trivandrum - Aeroporto Internacional de Trivandrum
- Japão
  - Nagoia - Aeroporto Internacional Chubu Centrair
  - Aeroporto Internacional de Osaka -Kansai
  - Aeroporto Internacional de Tóquio - Narita
- Maldivas
  - Aeroporto Internacional de Malé - Velana
- Coréia do Sul
  - Aeroporto Internacional de Seul - Incheon
- Taiwan
  - Aeroporto Internacional de Taipé - Taiwan Taoyuan
- Peru
  - Antalya - Aeroporto de Antalya
  - Bodrum - Aeroporto Milas-Bodrum
  - Dalaman - Aeroporto de Dalaman

### Europa
- Áustria
  - Salzburgo - Aeroporto de Salzburgo
- Bulgária
  - Burgas - Aeroporto de Burgas
- Finlândia
  - Kittilä - Aeroporto de Kittilä
- França
  - Aeroporto de Grenoble - Alpes-Isère
- Grécia
  - Corfu - Aeroporto Internacional de Corfu
  - Heraclião - Aeroporto Internacional de Heraclião
  - Kalamata - Aeroporto Internacional de Kalamata
  - Cefalônia - Aeroporto Internacional de Cefalônia
  - Kos - Aeroporto Internacional de Kos
  - Rodes - Aeroporto Internacional de Rodes
  - Salónica - Aeroporto de Salónica
  - Zaquintos - Aeroporto Internacional de Zaquintos
- Itália
  - Nápoles - Aeroporto Internacional de Nápoles
  - Aeroporto de Olbia - Olbia Costa Smeralda
  - Aeroporto Internacional Rimini - Federico Fellini
- Malta
  - Luqa - Aeroporto Internacional de Malta
- Portugal
  - Faro - Aeroporto de Faro
- Espanha
  - Alicante - Aeroporto de Alicante-Elche
  - Almeria - Aeroporto de Almeria
  - Fuerteventura - Aeroporto de Fuerteventura
  - Girona - Aeroporto de Girona–Costa Brava
  - Gran Canária - Aeroporto de Gran Canária
  - Ibiza - Aeroporto de Ibiza
  - Lanzarote - Aeroporto de Lanzarote
  - Málaga - Aeroporto de Málaga
  - Menorca - Aeroporto de Menorca
  - Palma de Maiorca - Aeroporto de Palma de Maiorca
  - Reus - Aeroporto de Reus
  - Tenerife - Aeroporto de Tenerife Sul

## Incidentes
Em 5 de julho de 2007, um primeiro oficial que não era funcionário, mas estava pagando à MyTravel para ganhar experiência de voo em sua aeronave ( pay-to-fly ), pousou um Airbus A320 com força no aeroporto de Kos, na Grécia, causando danos substanciais ao trem de pouso principal.  O relatório criticou tanto o histórico de treinamento do piloto quanto os não funcionários que pagam às companhias aéreas para ganhar experiência.
A Airtours foi formada em 1990 e mudou para MyTravel Airways em 2002 com a fusão da Premiair. Desde a formação da companhia aérea como Airtours International Airways em 1990, até a fusão com a Thomas Cook em 2008, a MyTravel Airways operou os seguintes tipos de aeronaves:  

## Prêmios
- FlightOnTime.info A companhia aérea charter mais pontual do Reino Unido - verão de 2006, verão de 2007 e inverno de 2007/08
- FlightOnTime.info A companhia aérea charter mais aprimorada do Reino Unido em pontualidade - verão de 2005 e verão de 2006
- CAA Air Transport Users Council – Companhia aérea charter mais pontual do Reino Unido – Inverno de 2005/2006

- Lista de companhias aéreas extintas do Reino Unido